# Distrikt Ingenio
Der Distrikt Ingenio liegt in der Provinz Huancayo in der Region Junín in Zentral-Peru. Der Distrikt wurde am 10. Juni 1955 gegründet. Er besitzt eine Fläche von 54,1 km². Beim Zensus 2017 wurden 2485 Einwohner gezählt. Im Jahr 1993 lag die Einwohnerzahl bei 2786, im Jahr 2007 bei 2652. Sitz der Distriktverwaltung ist die 3460 m hoch gelegene Ortschaft Ingenio mit 977 Einwohnern (Stand 2017). Ingenio befindet sich 20 km nordnordwestlich der Provinz- und Regionshauptstadt Huancayo.

## Geographische Lage
Der Distrikt Ingenio befindet sich im Andenhochland im Norden der Provinz Huancayo. Das Areal liegt östlich des Río Mantaro und liegt in den westlichen Ausläufern der peruanischen Zentralkordillere. Der Río Achamayo entwässert das Areal nach Westen.
Der Distrikt Ingenio grenzt im Südwesten an den Distrikt San Jerónimo de Tunán, im Nordwesten an den Distrikt Quichuay, im Nordosten an den Distrikt Comas (Provinz Concepción) sowie im Südosten und im Süden an den Distrikt Quilcas.

## Ortschaften
Im Distrikt gibt es neben dem Hauptort folgende größere Ortschaften:
- Casacancha (420 Einwohner)